# Gasteracantha interrupta
Gasteracantha interrupta är en spindelart som beskrevs av Dahl 1914. Gasteracantha interrupta ingår i släktet Gasteracantha och familjen hjulspindlar. Inga underarter finns listade i Catalogue of Life.